# Internationale Konferenz für erneuerbare Energien
Internationale Konferenzen für erneuerbare Energien (kurz Renewables-Con) sind politisch-wissenschaftliche Gipfeltreffen auf Staatenebene, an der Umweltminister, Beamte, Fachwissenschaftler und Journalisten über notwendige konkrete Projekte und bisherige Erfolge einer Umweltpolitik des Umsteuerns auf erneuerbare Energien beraten.
Den ersten Weltgipfel zu diesem Thema gab es 2002 in der südafrikanischen Metropole Johannesburg. Die Folgekonferenz wurde vom damaligen deutschen Bundesumweltminister Jürgen Trittin vom 1. bis 4. Juni 2004 im alten Bundestagsgebäude (IKBB) in Bonn ausgerichtet. Das dritte weltweite Treffen in dieser Reihe fand Anfang November 2005 mit 1.200 Teilnehmern aus 100 Staaten in der chinesischen Hauptstadt Peking statt. Die folgenden Treffen wurden 2008 in Washington, D.C. und 2010 in Neu-Delhi abgehalten. Die letzte Konferenz fand vom 15. bis 17. Januar 2013 in Abu Dhabi statt.